# Niquirana
Niquirana is een geslacht van rechtvleugeligen uit de familie krekels (Gryllidae). De wetenschappelijke naam van dit geslacht is voor het eerst geldig gepubliceerd in 1928 door Hebard.

## Soorten
Het geslacht Niquirana omvat de volgende soorten:
- Niquirana chiapasi Gorochov, 2007
- Niquirana polita Hebard, 1928
- Niquirana veracruzi Gorochov, 2007